# Affresco della taurocatapsia
Il cosiddetto Affresco della taurocatapsia è un dipinto a secco su stucco, raffigurante una scena di taurocatapsia, risalente ad un arco di tempo della civiltà minoica che va dal Medio Minoico III al Tardo Minoico B (XVII-XV secolo a.C.), sebbene vi sia anche l'opinione che lo colloca a un periodo posteriore, 1425 a.C., ovvero nel periodo del nuovo palaziale. Esso venne scoperto sopra un muro nel lato est del palazzo di Cnosso, nel cortile della bocca in pietra. Il suo principale soggetto è una scena di taurocatapsia, circondata da motivi lineari astratti di pietra. Tutto l'insieme è bidimensionale, eccetto le forti linee dei petti, gambe e cosce delle donne, che riflettono il tentativo artistico di conferire volume e profondità, raro per questo periodo. Questo affresco è esposto al Museo Archeologico di Heraklion. Le stesse tinte accese che troviamo nel dipinto le rivediamo, nello stesso periodo, sui pilastri dei vari palazzi cretesi (Cnosso).
Su uno sfondo blu egiziano, al centro della scena, vi è un toro, dipinto in ocra rossastra, bianco di calce e marrone, o ocra gialla con carbone - questi colori possono essere stati scelti per il loro effetto, sebbene sia anche possibile che l'uso dell'ocra rossa e altri colori neolitici sia legato alle idee contemporanee di morte. Il toro è sospeso nell'aria, secondo il desiderio dell'artista che era quello di voler catturare il suo esuberante movimento aggressivo - i tori spesso continuavano ad essere rappresentati in quel modo fino alla creazione della fotografia. Ai lati dell'immagine raffigurata del toro ci sono due donne (di pelle più chiara), una delle quali tiene le corna del toro e l'altra, dalla parte opposta, tiene le sue braccia sollevate, mentre l'uomo (di pelle più scura) si trova sulla schiena del toro. Le posizioni che essi assumono rivelano, come in una sequenza cinematografica, i tre momenti del gioco consistente nell'afferrare il toro per le corna, eseguire su di esso un doppio salto mortale, ricadere a terra restando in posizione verticale. La presenza contemporanea di atleti dei due sessi, inoltre, ci testimonia di una cultura nella quale, diversamente da quelle vicino-orientali, la donna godeva di un certo prestigio sociale (gilania). Entrambi i sessi indossano lo stesso costume (probabilmente per il fatto che un vestiario più complesso avrebbe potuto aggrovigliarsi fra le corna del toro) diversificandosi per le differenze anatomiche e il colore della pelle (quella dell'uomo è rosso ocra, quella delle donne bianca, come nelle Cicladi e  negli affreschi micenei). Il movimento dell'uomo è dinamico, le orecchie delle figure sono pienamente modellate e (come nella maggior parte dell'arte nell'età del bronzo) gli occhi del toro e quelli umani sono apparentemente simili a quelli di un uccello.
L'affresco può essere collegato a diversi elementi visivi in altre forme d'arte, come a un rhyton di steatite con la testa di toro (1600 a.C.).